# Chatsworth (Los Angeles)
Chatsworth è un distretto della città statunitense di Los Angeles, California, situato nella parte nord-ovest della San Fernando Valley. I confini del distretto sono delimitati dalle Santa Susana Mountains e dall'area non incorporata della contea di Los Angeles a nord, Porter Ranch a nord-est, Northridge ad est, West Hills, Canoga Park e Winnetka a sud, e Simi Hills, la contea di Ventura e Simi Valley ad ovest.

## Storia
Abitata dalle tribù dei nativi americani di Tongya-Fernandeño, Chumash-Venturaño e Tataviam-Fernandeño, con l'arrivo dei primi esploratori europei nel 1769 entrò a far part dei domini spagnoli. Già nel 1797 venne a far parte della Mission San Fernando Rey de España assieme a tutta la San Fernando Valley. Il sentiero delle tribù native che conduceva dal villaggio Tongva-Tatavium ora chiamato Santa Susana (la futura Chatsworth) ad un altro villaggio, che verrà poi sostituito dalla Mission San Fernando Rey de España (presso l'attuale Mission Hills), divenne un percorso per i missionari e i viaggiatori spagnoli dal nord al sud della California. Il sentiero attraversava il passo di Santa Susana ed arrivava all'attuale città di Simi Valley.
Con l'indipendenza del Messico dalla Spagna nel 1821 la Mission San Fernando passò all'Alta California; nel 1834 il governo messicano attuò una redistribuzione delle terre della Missione, dando luogo poi alla Rancho Ex-Mission San Fernando (secolarizzazione della precedente Mission San Fernando Rey de España) che venne affidata nel 1846 al governatore Pío Pico. A seguito del Trattato di Cahuenga, firmato il 13 gennaio 1847, che mise fine ai combattimenti della guerra messico-statunitense in California, e al Trattato di Guadalupe Hidalgo, sottoscritto il 2 febbraio 1848, il suo territorio entrò a far parte degli Stati Uniti.
Passato nelle mani di Eulogio F. de Celis, il Rancho Ex-Mission San Fernando venne in seguito venduto e diviso dalla sua famiglia in due parti: la metà nord andò a gente della California del nord, al senatore dello Stato della California Charles Maclay e al suo partner George K. Porter, un costruttore di scarpe di San Francisco, e a suo fratello Benjamin F. Porter. La metà sud invece passò nelle mani degli investitori della San Fernando Farm Homestead Association capitanati da Isaac Lankershim. La strada che attraversava il passo di Santa Susana e collegava la piana di Los Angeles con l'interno della Contea di Ventura era parte del principale percorso delle diligenze da San Francisco a Los Angeles dal 1861 al 1876, anno in cui venne aperta la Southern Pacific Railroad. Dal quel momento in poi, tale strada venne usata solo per il traffico locale.
Dal 1888 l'insediamento subì uno sviluppo edilizio e venne denominato Chatsworth Park, ispirandosi alla Chatsworth House, la residenza dei duchi di Devonshire. Il termine Devonshire è stato anche utilizzato nel denominare il principale boulevard sulla direttrice est-ovest a Chatsworth. Dagli anni venti del ventesimo secolo le sue colline divennero il set di scena di vari ranch cinematografici della nascente industria californiana del cinema. Nei pressi di Chatsworth aveva sede il famigerato Spahn Movie Ranch, base logistica della Family di Charles Manson.

## Trasporti
Dal 30 giugno 2012 è sede del capolinea nord-ovest del Metro Liner linea Arancione (Bus Rapid Transit).